# أليكساندر شارفيتش
أليكساندر شارفيتش (مواليد 18 مايو 1994) هو لاعب كرة قدم صربي يلعب في مركز الجناح أو المهاجم في نادي سلوفان براتيسلافا.

## روابط خارجية
- أليكساندر شارفيتش على موقع الاتحاد الأوربي (الإنجليزية)
- أليكساندر شارفيتش على موقع رابطة كرة القدم اليابانية للمحترفين (اليابانية)
- أليكساندر شارفيتش على موقع قاعدة بيانات كرة القدم.إي يو (الإنجليزية)
- أليكساندر شارفيتش على موقع Soccerbase.com (لاعب) (الإنجليزية)
- أليكساندر شارفيتش على موقع Soccerway.com (الإنجليزية)
- أليكساندر شارفيتش على موقع AS.com (الإسبانية)